# Toronyi L. Imre
Toronyi L. Imre; névvariámnsok: Toronyi Laky Imre; Toronyi Imre (Szekszárd, 1888. október 17. – Budapest, 1952. október 16.) magyar színész.

## Életútja
Apja Toronyi Laky Sándor, magyar királyi legfőbb számszéki tanácsos, az Első Magyar Általános Tisztviselőbank igazgatója volt, anyja Nagy Erzsébet. Iskoláit a fővárosban járta, ugyanitt tett érettségit, majd 1907-ben a Színészakadémia növendéke lett. Közben mint önkéntes a hadsereg kötelékébe lépett, ahonnan 1918-ban főhadnagyi ranggal távozott. Ugyanakkor dr. Bárdos Artúr a Belvárosi Színházhoz szerződtette, ahol 1918 májusában volt az első fellépése, báró Hatvany Lili Noé bárkája című vígjátékában. Itt két évig működött, míg rövid ideig a Városligeti Színházban működő Új Színház társulatának tagja volt.
1918. június 3-án Budapesten, a Terézvárosban feleségül vette Légman Irént. 1921 januárjában Sebestyén Gézánál játszott Miskolcon, onnan Beöthy László a Magyar Színházhoz szerződtette, ahol 1925-ig szerepelt. 1927–28-ban az Új, 1928 szeptembertől 1929-ig ismét a Belvárosi Színháznál működött. Fellépett még 1930–31-ben az Új, 1932-ben a Művész, ezután a Belvárosi, 1934-ben a Kamara, 1935-ben és 1937-ben a Magyar, 1936-ban a Belvárosi Színházban. 1936–37-ben a Vígszínháznak lett a tagja, 1937–38-ban a Művész Színháznál folytatta pályáját. 1940-ben a Madách Színházban lépett fel, 1942–1944 között az intézmény tagja volt.
A Szegedi Szabadtéri Játékokon is gyakorta lépett fel, de kísérleti előadásokon is (pl. Írók Bemutató Színháza, Független Színpad) láthatta a közönség. Alelnöke volt 1934–35-ben az Új Tháliának. 1947-től a Kis Színházban, majd 1949–50-ben az Úttörő Színházban, 1950–52-ben pedig az Ifjúsági Színházban lépett fel. Több filmben is játszott.

## Fontosabb színház szerepei
- Tanácsos (Zilahy Lajos: Tűzmadár)
- Páter Duguesne Pál (Lavery: Az Úr katonái)
- Inkvizítor (Shaw: Szent Johanna)
- A bíró (Móricz Zsigmond: Kismadár)
- Kroll rektor (Ibsen: Romersholm)
- Ábrányi gróf (Eötvös József: Éljen az egyenlőség!)

## Filmszerepei
- Az iglói diákok (1934) - Petky János, polgármester
- A nagymama (1935) - Örkényi Vilmos báró, nyugalmazott huszárezredes
- A királyné huszárja (1935) - ezredes
- Évforduló (1936) - Dr. Boronkay orvosprofesszor
- Pogányok (1936) - Gellért püspök
- Az örök titok (1938) - orvos
- Magyar feltámadás (1938-39) - magyar pap
- Áll a bál (1939) - Balogh, jószágigazgató
- Gül Baba (1940) - kovácsmester
- Te vagy a dal (1940)
- Erzsébet királyné (1940) - Deák Ferenc
- Rózsafabot (1940) - orvos
- Vissza az úton (1940) - Máthé, lelkész
- Beáta és az ördög (1940) - érsek
- Szeressük egymást (1940) - orvos
- Eladó birtok (1940) - Borcsányi Ferenc
- A kegyelmes úr rokona (1941) - Török Klára apja
- Néma kolostor (1941) - atya
- Szüts Mara házassága (1941) - Miklós, intéző a Simaházy-birtokon
- Miért? (1941) - anyakönyvvezető
- Haláltánc (1941)
- Emberek a havason (1941-42) - Dr. Bende György
- 5-ös számú őrház (1942) - Eszlári Géza, járásbíró
- Férfihűség (1942) - Kelemen apó, tanító
- Külvárosi őrszoba (1942) - Nagy Mihály, tiszthelyettes
- Keresztúton (1942) - Gidró professzor
- Éjféli gyors (1942) - Balogh István
- Szerető fia, Péter (1942) - főorvos
- A láp virága (1942) - pap
- Szeptember végén (1942) - Szendrey Júlia apja
- Házassággal kezdődik (1943) - orvos
- Sárga kaszinó (1943) - igazgató főorvos
- Rákóczi nótája (1943) - Túróczy Márton
- Menekülő ember (1943) - orvos, a család barátja
- Szováthy Éva (1943) - Agárdy Ferkó
- Ágrólszakadt úrilány (1943) - Jánossy Kázmér
- Tavaszi álom (1943, rövid)
- Zörgetnek az ablakon (1943)
- Madách - Egy ember tragédiája (1944) - Arany János
- A két Bajthay (1944) - Barabás, a Mezőgazdasági Akadémia professzora
- Rémhír (1944, rövid) - polgármester